# داهيون
كيم داهيون (بالكورية: 김다현)‏ (بالإنجليزية: Kim Da-hyun)‏ (ولدت في 28 مايو 1998) هي مغنية ورابر كورية جنوبية وهي عضوة في فرقة الفتيات الكورية الجنوبية توايس تحت وكالة جاي واي بي إنترتينمنت، معروفة باسم داهيون (بالكورية: 다현)‏، في استطلاع أجرته مؤسسة غالوب كوريا السنوية للموسيقى لعام 2017، تم التصويت لداهيون باعتبارها الايدول السابع عشر الأكثر شعبية في كوريا الجنوبية.

## عنها
داهيون ولدت في سونغنام، جيونجي دو، كوريا الجنوبية، داهيون لديها أخ واحد أكبر منها «ميونغ سو».
بدأت داهيون في جذب الانتباه في الصف السادس في المدرسة الابتدائية مع رقصة باسم "eagle dance" التي نشرت على موقع يوتيوب واصبحت الرقصة مشهورة ورائجة في كوريا الجنوبية. في عام 2015، شاركت داهيون في سكستين، وهو برنامج تلفزيوني واقعي لتشكيل فرقة فتيات لوكالة جاي واي بي إنترتينمنت، أختبرت داهيون لـ إس إم إنترتينمنت وجاي واي بي إنترتينمنت وواي جي إنترتينمنت في نفس الوقت، حصلت داهيون على قبول من جميع الشركات الثلاث، لكنها اختارت جاي واي بي إنترتينمنت.
وتم اختيار داهيون لاحقًا للانضمام إلى فرقة توايس كعضوة، في أكتوبر 2015، ظهرت لأول مرة رسمياً مع إصدار أول البوم لتوايس The Story Begins مع أغنية "Like Ooh-Ahh"، تعتبر داهيون مغنية الراب الرئيسية لفرقة الفتيات توايس بجانب زميلتها تشايونغ.
ارتدت داهيون كدعم قميصًا صنعته ماريموند، وهي منظمة تجمع الأموال لمساعدة نساء المتعة، ضحايا الاستعباد الجنسي على ايدي الجيش الإمبراطوري الياباني خلال الحرب العالمية الثانية.

## وصلات خارجية
- كيم داهيون على موقع IMDb (الإنجليزية)
- كيم داهيون على موقع ميوزك برينز (الإنجليزية)
- كيم داهيون على موقع ديسكوغز (الإنجليزية)